# Temperaturklass
Temperaturklass är en indelning som görs för gaser och ångor som kan bilda explosiv atmosfär samt för utrustning avsedd för riskområde med explosiv atmosfär.

## Indelning av gaser och ångor
Gaser och ångor indelas (klassas) i temperaturklass efter sin tändtemperatur. (Tändtemperaturen för en gas eller ånga är den temperatur på en het yta då en atmosfär av ämnet och luft tänder spontant vid test enligt de förhållanden som specificeras i standard SS-EN 60079-20-1 Ämnens egenskaper för klassificering av gas och ånga – Provningsmetoder och data. Engelsk benämning för tändtemperatur är Auto Ignition Temperature, AIT.)
| Temperaturklass | Tändtemperaturområde (AIT) °C |
| --------------- | ----------------------------- |
| T1              | ≥ 450                         |
| T2              | 300 < AIT ≤ 450               |
| T3              | 200 < AIT ≤ 300               |
| T4              | 135 < AIT ≤ 200               |
| T5              | 100 < AIT ≤ 135               |
| T6              | 85 < AIT ≤ 100                |

## Indelning av utrustning
Utrustning indelas i temperaturklass efter den farligaste temperaturklass för gaser och ångor de med en viss säkerhetsmarginal kan användas för. 
(Vilka temperaturklasser för gaser och ångor en utrustning är säker för beror på dess interna och/eller externa yttemperatur och bland annat också ytans storlek. För säkerhetsmarginaler och övriga krav, se SS-EN 60079-0 Allmänna fordringar samt standarder för använda utförandeformer.) 